# Friðrik Ólafsson
Friðrik Ólafsson (* 26. Januar 1935 in Reykjavík; † 4. April 2025 ebenda) war ein isländischer Schachgroßmeister.

## Werdegang
Im Jahre 1952 wurde Friðrik Ólafsson erstmals isländischer Landesmeister, insgesamt errang er diesen Titel sechs Mal (1952, 1953, 1957, 1961, 1962 und 1969). 1956 wurde er Internationaler Meister. 1958 qualifizierte er sich im Interzonenturnier als 5. bis 6. (mit derselben Punktzahl wie Bobby Fischer) für das Kandidatenturnier in Jugoslawien 1959, wo er Siebter wurde. Auf dem FIDE-Kongress 1958 in Dubrovnik wurde Friðrik der Großmeistertitel verliehen.
Friðrik Ólafsson war hauptberuflich Jurist und einer der wenigen Amateure, allenfalls kurzzeitig Halb-Profis, welche international auf höchstem Wettkampfniveau gegen Berufs-Schachspieler mithalten konnten.
Von 1978 bis 1982 war er Präsident des Weltschachbundes FIDE. Sein Nachfolger wurde Florencio Campomanes. Beim Turnier in Buenos Aires 1980 gelang es ihm als Verbandspräsident den seinerzeit amtierenden Weltmeister (Anatoli Karpow) zu besiegen, was wohl weltweit kaum je einem Sportfunktionär gelungen ist. Im November 2014 wurde Friðrik zum FIDE-Ehrenmitglied ernannt.
Zeitweise war Friðrik Ólafsson Generalsekretär des isländischen Parlaments Althing. 2015 wurde er Ehrenbürger von Reykjavík.
Vor Einführung der Elo-Zahlen war Friðrik Ólafssons höchste historische Elo-Zahl 2692 im Oktober 1958, er war zeitweise die Nummer 13 in der Welt.
Friðrik starb am 4. April 2025 im Palliativbereich des Nationalkrankenhauses im Alter von 90 Jahren.
| Hier fehlt eine Grafik, die leider im Moment aus technischen Gründen nicht angezeigt werden kann. Wir arbeiten daran! |

## Turniererfolge

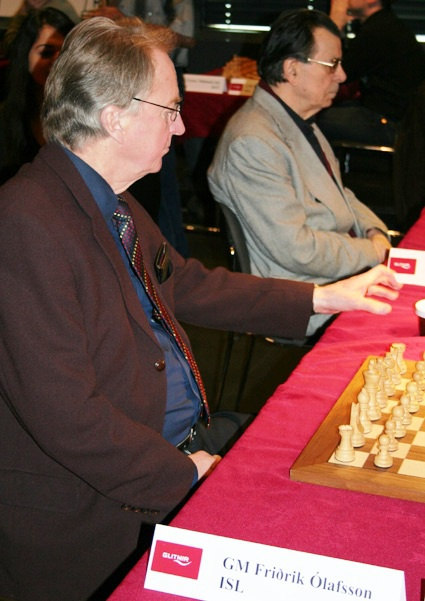
Friðrik Ólafsson, Reykjavík 2008

- Hastings 1955–56: 1./2. Platz mit Kortschnoi
- Reykjavík 1957: 1. Platz
- Zonenturnier Wageningen 1957: 2. Platz (1. Szabó)
- Hoogovens Beverwijk 1959: 1. Platz
- Zonenturnier Berg en Dal (ZT a) 1960: 1. Platz (u. a. vor 4. Bent Larsen)
- Zonenturnier Marienbad (tschechisch: Mariánské Lázně) 1961: 1. Platz (dieses Zonenturnier berücksichtigte auch Spieler, welche 1960 in Berg en Dal aufgrund von Visumproblemen nicht teilnehmen konnten, unter ihnen Wolfgang Uhlmann)
- Moskau ZCC 1961: 3. Platz
- Los Angeles (Piatigorsky Cup) 1963: 3.–4. Platz (1. Keres und Petrosjan)
- Reykjavík 1966: 1. Platz
- Reykjavík 1968: 3. Platz
- Lugano 1970: 2. Platz (1. Larsen)
- Hoogovens Wijk an Zee 1971: geteilter 2. Platz mit Petrosjan u. a. (1. Kortschnoi)
- Reykjavík 1972: 1./3. Platz mit Hort und Gheorghiu
- Las Palmas 1974: 2.–4. Platz (1. Ljubojević)
- Tallinn 1975: 2./3. Platz mit Spasski (1. Keres)
- Hoogovens Wijk an Zee 1976: 1./2. Platz mit Ljubojević
- Reykjavík 1976: 1./2. Platz mit Jan Timman
- Las Palmas 1978 3. Platz

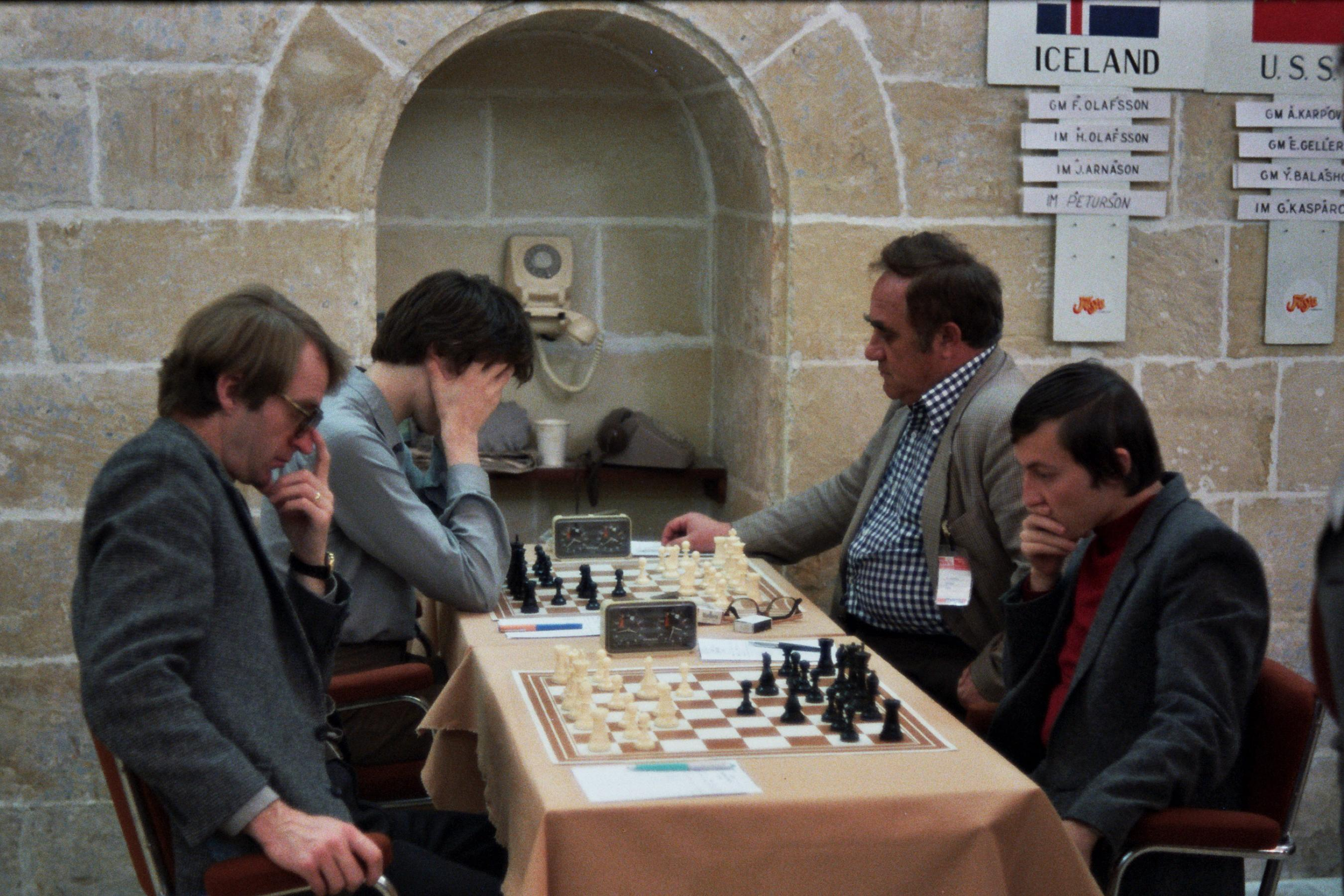
Links: Friðrik Ólafsson, 1980 bei der Schacholympiade in Valletta auf Malta
Island – UdSSR (Geller, Karpov)

Zwischen 1952 und 1980 nahm Friðrik Ólafsson mit der isländischen Nationalmannschaft an acht Schacholympiaden teil (außer bei der ersten Teilnahme immer am Spitzenbrett), dabei erreichte er 1962 in Warna das beste Einzelergebnis am ersten Brett. Bei der Mannschaftseuropameisterschaft 2015 spielte er in Islands zweiter Mannschaft.
Beim Wettkampf UdSSR gegen den Rest der Welt 1970 spielte er eine Partie als Ersatzspieler, verlor jedoch gegen Wassili Smyslow.
Seine vermutlich größten Turniererfolge waren der Sieg mit Viktor Kortschnoi in Hastings und die Siege am traditionsreichen Hoogovens–Turnier, 1959 ausgetragen in Beverwijk und 1976 – zusammen mit Ljubomir Ljubojević, vor Michail Tal – in Wijk aan Zee.